# 5月27日
5月27日是公历一年中的第147天（闰年第148天），离一年的结束还有218天。

## 大事记

### 19世紀以前
- 554年：庾信等被南梁派遣，朝聘于北魏，被羁留，从此留居北方。
- 1129年：宋高宗南渡长江到达建康，致书金朝：“愿用正朔，比于藩臣”。
- 1199年：約翰接替已經逝世的兄長理查一世成為英格蘭國王，但被後代視為最不成功的一位。
- 1340年：元顺帝明令：禁民间藏军器。
- 1644年：明朝将领吴三桂决定让多尔衮的清军通过山海关，以击败由李自成率领的农民军。
- 1684年：清政府设台湾府、县等官，隶福建省。
- 1703年：俄罗斯帝国沙皇彼得大帝在大北方战争期间从瑞典夺回英格里亞后，建立新首都圣彼得堡。
- 1799年：第二次反法同盟：奧地利軍隊擊敗多瑙河法軍，佔領瑞士戰略重鎮溫特圖爾。

### 19世紀
- 1841年：第一次鸦片战争：奕山在英军包围广州城后，被迫签订向英军赔款的《广州和约》。
- 1871年：巴黎公社最后一批社員于拉雪茲神父公墓北角墙下全部被枪杀，后人称此墙为“公社社员墙”。
- 1897年：清政府和比利时议定《芦汉铁路借款合同》。
- 1897年：盛宣怀开办中国通商银行上海总行，这是中国自办的第一家商办银行。
- 1900年：中国爆发义和团运动。

### 20世紀
- 1905年：私立复旦公学（复旦大学）成立。——1905年6月29日（农历五月廿七）《时报》刊登《震旦学院退学师生公白》，本日为“复旦”校名之源。当年9月14日，复旦公学正式开学。
- 1905年：日俄战争：日本在对马海峡海战歼灭俄国军舰32艘。
- 1912年：以“集各政党同志，专以互相研究政纲，期于完善”为宗旨，程德全、黎元洪、黄兴、唐绍仪、伍廷芳等党团领袖在上海成立“政见商榷会”。
- 1916年：日本暗杀张作霖未遂。
- 1919年：阿富汗国王阿曼諾拉汗发动第三次英阿战争，迫使英国于1919年承认阿富汗独立。
- 1919年：美国海军NC-4型水上飞机首次横渡大西洋成功。
- 1923年：法國車手安德烈·拉加什和勒內·倫納德在利曼舉行的首屆利曼24小時耐力賽贏得冠軍。
- 1930年：印度独立运动发起者圣雄甘地被捕。
- 1930年：位於美國紐約的克萊斯勒大廈正式對外開放，11個月後其高度被帝國大廈超越。
- 1931年：德国教授奧古斯特·皮卡爾德成為第一个乘坐气球飞行到同温层的人類。
- 1931年：以汪精卫為首的国民党反蒋派另立广州国民政府。
- 1937年：連結美國加利福尼亞州舊金山和馬林郡的金門大橋正式通車，為當時世界上最長的吊橋。
- 1940年：第二次世界大戰：敦克爾克大撤退
- 1941年：第二次世界大戰：纳粹德国海军的俾斯麦号战舰在法国军事管辖区遭到英国皇家海军击沉，造成2,600人死亡。
- 1942年：第二次世界大戰：日军制造定县南北疃村惨案。日本海軍大將南雲忠一的機動部隊起航出擊中途島。
- 1942年：第二次世界大戰：同盟国实施代号为「猿人作战」的暗杀计划，使纳粹德国国家安全部部长莱因哈德·海德里希受到致命重伤。
- 1943年：第二次世界大戰：法国全國抵抗委員會建立。
- 1943年：第二次世界大戰：納粹德國政府追授橡葉帶劍騎士鐵十字勳章予被美軍刺殺的日本海軍大將山本五十六。
- 1949年：中國人民解放軍佔領上海。
- 1951年：中共中央同意《资本主义工业的公私关系问题》报告。
- 1952年：法国、西德、比利时、荷兰、意大利、卢森堡6国外长在巴黎签署《欧洲防务集团条约》（又称《欧洲军条约》）。
- 1954年：Y計畫負責人、美國核物理學家羅伯特·奧本海默的安全許可被撤銷。
- 1955年：苏军驻旅大部队完全从苏占旅大撤离，这是中國大陸最后一批外国驻军。
- 1960年：土耳其发生军事政变，軍方推翻日益親蘇的民主政府。
- 1962年：三年大饥荒：中共中央、国务院决定减少工人和城镇人口，以解决粮食不足问题。
- 1962年：美國賓夕法尼亞州城鎮森特勒利亞的垃圾掩埋場大火延燒至廢棄礦坑，並燃燒至今日。
- 1963年：菲律宾股票交易所（英语：Philippine Stock Exchange）前身之一马卡迪股票交易所成立。
- 1970年：西麗瑪沃·班達拉奈克领导的左翼联盟在锡兰大选中获胜。
- 1975年：潘多首次从北坡登上珠穆朗玛峰，她是世界上第一位從北坡登上珠峰的女性。
- 1976年：巴基斯坦總理阿里·布托訪華，是毛澤東最後一次接見外賓。
- 1979年：美国犹他州連頭嬰兒丽莎和伊丽莎，经过医学中心医生进行十六小时的外科手术后，被成功地分开。
- 1979年：中华人民共和国籍货轮眉山号在广东黄埔港起航，29日按原计划在台湾海峡复航，突破了中华民国政府对台湾海峡的长期封锁，彻底结束了中华民国政府方面的關閉政策。
- 1983年：中华人民共和国首批博士诞生。
- 1985年：中英两国政府在北京互换《关于香港问题的联合声明的批准书》：《中英联合声明》宣告生效。
- 1986年：香港電影英雄本色中使用1986年5月27日中國時報頭版
- 1987年：江西省省长倪献策因循私舞弊罪被判有期徒刑2年的判决。
- 1987年：山东省苍山县农民因大量蒜薹滞销而在县政府院内抛撒蒜薹以示抗议，县政府办公楼也遭到部分人员打砸，是为蒜薹事件。
- 1989年：香港市民支援北京學生運動音樂會—「民主歌聲獻中華」在跑馬地馬場舉行。
- 1994年：由上海工业大学、上海科技大学、上海大学、上海科技高等专科学校合併组建的新上海大学正式成立。
- 1997年：一場具破壞性的F5級龍捲風在美國德克薩斯州賈勒爾（英语：Jarrell, Texas）西北方的住宅區中穿過，造成27人死亡。

### 21世紀
- 2009年：朝鲜民主主义人民共和国对大韩民国在前一日加入“防扩散安全倡议”采取强硬措施，宣布将不再受1953年朝鲜战争双方在板门店签署的《朝鲜停战协定》的约束。
- 2012年：奥地利导演迈克尔·哈内克执导的电影《爱》在法国戛纳举行的第65届戛纳电影节上获得金棕榈奖。

## 出生
- 1141年：榮西，日本佛教徒、臨濟宗創始人（1215年逝世）
- 1794年：康內留斯·范德比爾特，美國工業家、慈善家（1877年逝世）
- 1819年：朱莉亞·沃德·豪，美國廢奴主義者、行動主義者、詩人（1910年逝世）
- 1836年：傑伊·古爾德，美國鐵路開發商、投資者（1892年逝世）
- 1867年：阿諾德·貝內特，英國作家（1931年逝世）
- 1867年：迦勒·布拉德漢姆，美國藥劑師，百事可樂發明人（1934年逝世）
- 1878年：伊莎朵拉·鄧肯，美國舞蹈家（1927年逝世）
- 1891年：劉半農，中國詩人、雜文家、語言學者、攝影理論者（1934年逝世）
- 1897年：约翰·考克饶夫，英國物理学家（1967年逝世）
- 1907年：瑞秋·卡森，美國海洋生物學家（1964年逝世）
- 1909年：胡安·比森特·佩雷斯·莫拉，委內瑞拉超級人瑞（2024年逝世）
- 1912年：薩姆·斯尼德，美国職業高爾夫球手（2002年逝世）
- 1918年：中曾根康弘，日本政治人物，第71至73任内阁总理大臣（2019年逝世）
- 1923年：亨利·基辛格，德裔美國外交官、政治理論家、地緣政治顧問，第56任美國國務卿，1973年諾貝爾和平獎得主（2023年逝世）
- 1933年：傑拉爾德·范伯格，美國物理學家、未來學家、民粹主義者（1992年逝世）
- 1941年：許信良，台灣政治人物
- 1947年：植田正志，日本漫畫家
- 1956年：朱塞佩·托納多雷，義大利電影導演
- 1953年：山塔努·納拉延，印度裔美國企業主管，現任Adobe執行長
- 1964年：鄭各評，新加坡男演員
- 1967年：保罗·加斯科因，英格兰足球運動員
- 1968年：東清彥，日本漫畫家
- 1969年：克雷格·費德里吉，美國工程師
- 1970年：梅麗莎·霍特曼，美國律師、政治人物，曾任明尼蘇達州聯邦眾議員（2025年逝世）
- 1971年：堀内敬子，日本女演員
- 1973年：尤格·藍西莫，希臘電影導演
- 1975年：林智堅，臺灣政治人物，前任新竹市市長
- 1975年：傑米·奧利弗，英國廚師
- 1976年：鄭國霖，中國男演員
- 1978年：范端莊，越南人權活動家
- 1979年：湯姆·普雷斯頓·沃納，美國程式設計師、企業家
- 1981年：唐一菲，中國女演員
- 1983年：李易，台灣演員
- 1983年：謝文雅，香港歌手
- 1985年：姜建銘，台灣棒球選手
- 1985年：夕輝壽太，日本男演員
- 1985年：李基赫，韓國男演員
- 1985年：德米特羅·杜比列特，烏克蘭銀行家、企業家、政治人物
- 1986年：鍾見麟，香港男配音員
- 1986年：林李智，韓國女演員
- 1986年：李蜜，中國節目主持人
- 1987年：班尼·約翰遜，美國政治專欄作家
- 1988年：崔碧珈，香港女演員
- 1988年：諏訪彩花，日本女性聲優
- 1991年：潘映竹，台灣女演員
- 1992年：黃宣，台灣創作歌手、製作人
- 1993年：葉曉欣，香港女配音員
- 1994年：小彤，中國男演員
- 1995年：約安·孟卡達，古巴職業棒球運動員
- 1996年：金在奐，韓國男歌手
- 1997年：南多願，韓國女子偶像團體宇宙少女成員
- 1998年：孫周延，韓國女子偶像團體宇宙少女成員
- 1999年：莉莉-蘿絲·戴普，法國女演員、模特兒
- 2002年：加比·維加，西班牙職業足球運動員
- 2002年：可恩娜帕·瑟塔拉達那彭，泰國職業女演員

## 逝世
- 927年：西美昂一世，保加利亞沙皇（約864年出生）
- 1508年：盧多維科·斯福爾扎，米蘭公爵（1452年出生）
- 1525年：托马斯·闵采尔，德国平民思想家、宗教改革和农民战争领袖，空想社会主义先驱者之一（1490年出生）
- 1564年：约翰·加尔文，法國律師、牧師、神學家，新教改革宗的創始人之一（1509年出生）
- 1661年：阿奇博爾德·坎貝爾，蘇格蘭貴族、政治家，第八代阿蓋爾伯爵與第一代阿蓋爾侯爵（1607年出生）
- 1797年：格拉克斯·巴貝夫，法国十八世纪末“平等派”的著名领袖之一，思想家，主張“空想共产主义”（1760年出生）
- 1840年：尼科羅·帕格尼尼，意大利著名小提琴演奏家、作曲家（1782年出生）
- 1855年：讓-路易·迪布勒東，法國將軍（1773年出生）
- 1909年：劉士驥，晚清教育家、實業家（1857年出生）
- 1910年：罗伯特·科赫，德國醫生、微生物學家，1905年諾貝爾生理學及医學獎得主（1843年出生）
- 1914年：約瑟夫·斯萬，英國物理學家、化學家、發明家，白熾燈的發明者（1828年出生）
- 1918年：大砲萬右衛門，日本相撲力士，第18代橫綱（1869年出生）
- 1926年：遮打爵士，亞美尼亞裔香港商人（1846年出生）
- 1941年：恩斯特·林德曼，德國海軍上校（1894年出生）
- 1942年：陈独秀，中国共产党创始人之一（1879年出生）
- 1951年：托馬斯·布萊梅，澳大利亞陸軍元帥（1884年出生）
- 1964年：贾瓦哈拉尔·尼赫鲁，现代印度的缔造者之一，前印度总理。（1889年出生）
- 1983年：許聰敏，台灣實業家、企業家、政治人物、慈善家（1893年出生）
- 1992年：長谷川町子，日本漫畫家（1920年出生）
- 1997年：张君秋，中国京剧艺术大师、戏曲教育家（1920年出生）
- 2000年：麥理浩，英國資深外交官，第25任香港總督（1917年出生）
- 2007年：坂井泉水，本名蒲池幸子，日本團體ZARD主唱（1967年出生）
- 2016年：羅明珠，香港女演員（1968年出生）
- 2021年：科內利斯·德亞赫，荷蘭天文學家（1921年出生）
- 2021年：保羅·施呂特，丹麥政治家，第22任丹麥首相（1929年出生）
- 2022年：安傑洛·索達諾，義大利籍天主教主教級樞機（1927年出生）
- 2024年：比爾·沃頓，美國職業籃球運動員（1952年出生）
- 2025年：讓·迪貝利，法國政治人物（1935年出生）

## 节假日和习俗
- 日本：海軍紀念日
- 奈及利亞：儿童节
- 玻利维亚：母親節